# 数据脱敏
数据脱敏又稱數據漂白，是指人們將数据中的敏感信息去除。這些敏感信息包括個人的姓名、电话、住址、身份证号码。数据脱敏的目的是保障敏感信息不外泄。常见的數據脫敏的方法有替换（如将女性用户名替换为F）、重排（如將序号12345重排为54321）、加密（如將编号12345加密为23456）、截断（例如13811001111截断为138）、掩码（如123456變成1xxxx6）。